# 第三艦隊 (日本海軍)
第三艦隊（だいさんかんたい）は、大日本帝国海軍の部隊の一つ。略称は３Ｆ。常設だった第一艦隊・第二艦隊と違い、必要に応じて編制・解散される特設艦隊であったため、日露戦争から太平洋戦争までの間に六代にわたって編制と解散を繰り返した。

## 初代（1903年12月28日新編～1905年12月20日解散）
1903年12月の臨戦編制において、大本営直轄で警備・哨戒を担当するために老朽艦を集めて編制した。1904年3月より連合艦隊に編入された。艦隊行動を想定していない寄せ集め部隊のため「滑稽艦隊」と揶揄されたが、陸軍部隊の金州上陸支援、日本海海戦当日の発見から敵情報告と、日本の勝利に大きく貢献している。樺太作戦の上陸支援の際には再編された。1905年12月の連合艦隊解散式と同時に解散した。

### 編制

#### 1904年2月8日日露戦争開戦時編制
日本側戦史より作成
- 第5戦隊：厳島・鎮遠・橋立・松島
- 第6戦隊：和泉・須磨・秋津洲・千代田
- 第7戦隊：扶桑・平遠・済遠・筑紫・海門・磐城・宇治・摩耶・鳥海・愛宕
- 附属通報艦：宮古
- 第10艇隊：第四十三号・第四十二号・第四十号・第四十一号
- 第11艇隊：第七十三号・第七十二号・第七十四号・第七十五号
- 第16艇隊：白鷹・第七十一号・第三十九号・第六十六号
- 付属艦船部隊・第三特務隊：豊橋・有明丸（仮装巡洋艦）

#### 1905年6月22日北遣艦隊編制
日本側戦史より作成
- 第5戦隊：八雲・吾妻・春日・日進・八重山・八幡丸（仮装巡洋艦）
- 第6戦隊：須磨・千代田・和泉・秋津洲・香港丸（仮装巡洋艦）
- 第5駆逐隊：不知火・叢雲・夕霧・陽炎
- 第6駆逐隊：暁・皐月
- 第9艇隊：蒼鷹・雁・燕・鴿
- 第1駆逐隊：吹雪・有明・春雨・霰

### 歴代司令長官
1. 片岡七郎中将

### 歴代参謀長
1. 中村静嘉大佐：1903年12月28日 -
2. 斎藤孝至大佐：1905年1月12日 - 1905年11月2日（解散）

## 二代（1908年12月24日南清艦隊より改称～1915年12月25日解散）
1905年（明治38年）12月20日より、中国大陸における邦人保護を名目として編制された南清艦隊が、1908年（明治41年）12月24日に改名したのが、二代目の第三艦隊である。第三艦隊（2代目）の編制と任務は「第三艦隊　巡洋艦、通報艦、砲艦　七隻以内　但シ必要ニ応シ駆逐隊ヲ付属ス／第三艦隊ハ台湾、澎湖列島、揚子江流域及其ノ以南ニ於ケル清国沿海ノ巡航警備ニ任ス」と定められた。のちの海外派遣部隊と同様に司令部を置かず、指揮官は司令官であり、参謀も2名のため参謀長も定められていない。辛亥革命発生にともなって河川砲艦や駆逐隊が増強された。
第一次世界大戦が勃発すると、中華民国政府は中立を宣言したため、航洋力のある巡洋艦は日本国内に退去、航洋力がない河川砲艦3隻（鳥羽、伏見、隅田）は上海に集合のうえ1914年（大正3年）8月24日をもって武装解除されて佐世保鎮守府予備艦となり、第三艦隊からのぞかれた。第三艦隊には装甲巡洋艦日進と春日が編入された。

### 編制
新高・対馬・和泉・隅田・伏見

### 歴代司令官
1. 寺垣猪三少将（南清艦隊司令官より留任）
2. 川島令次郎少将：1910年12月1日 -
3. 名和又八郎少将：1912年4月20日 -
4. 土屋光金少将：1914年3月25日 -
5. 財部彪中将：1915年2月5日 - 1915年12月25日（解散）

### 歴代参謀長
- 飯田久恒大佐　1913年9月13日 - 12月1日
- （兼）飯田久恒 大佐：1913年12月1日 - 1914年5月27日
- 吉川安平 中佐：1914年8月8日 -

## 三代（1915年12月25日新編～1922年12月1日解散）
三代目の第三艦隊は、第一次世界大戦に対応した臨戦編制において、南方に進出した第二艦隊の留守部隊として編制された。したがって世界大戦の前半には目立つ動きはなかったが、1917年（大正6年）にロシア革命が起きると、日本陸軍のシベリア出兵に対応する必要が生じた。海軍陸戦隊は1918年（大正7年）4月5日にウラジオストクに上陸し、同年8月12日には第12師団が同地へ上陸した。第三艦隊は、ソビエト連邦の制圧のため沿海州方面での主力部隊となった。また、尼港事件勃発時に救援部隊の派遣に失敗、海防艦三笠がこの艦隊の一員として進出した際に座礁事故を起こしている。
一方で1917年（大正6年）8月14日に中華民国が連合軍側にたって第一次世界大戦に参戦すると、上海で武装解除されていた砲艦3隻（隅田、伏見、鳥羽）は8月16日附で定員をおかれ、警備行動を再開した。同年12月15日、防護巡洋艦千代田と砲艦4隻（宇治、隅田、伏見、鳥羽）で第七戦隊が編制され、第三艦隊に編入された。1918年（大正7年）2月6日には砲艦嵯峨が第三艦隊に編入された。同年8月10日、第七戦隊は遣支艦隊に改編されて独立艦隊となった。同年11月11日、第一次世界大戦は休戦となった。
1921年（大正10年）12月1日からは、第三艦隊に第三潜水戦隊が加えられた。第一次世界大戦の終結、シベリア出兵の中止（撤退声明は大正11年6月24日、撤兵完了は大正11年10月25日）、ワシントン軍縮会議にともなう旧式戦艦の廃棄などのために解散した。
大正十二（1923）年度から昭和五年度までの艦隊平時編制の標準における第三艦隊は、第六戦隊、第三水雷戦隊、第三潜水戦隊であった。この艦隊平時編制標準は、1921年（大正10年）12月1日から1933年（昭和8年）5月19日まで適用された。ただし第三艦隊は書類上存在していたものの、実際には編成されなかった。

### 編制
- 第5戦隊：鹿島・肥前・敷島
- 第6戦隊：対馬・新高・秋津洲・明石
- 第3水雷戦隊：春日
  - 第5駆逐隊
  - 第14駆逐隊

### 歴代司令長官
1. 村上格一中将：1915年12月13日 - 1917年4月6日
2. 有馬良橘中将：1917年4月6日 -
3. 黒井悌次郎中将：1918年12月1日 -
4. 野間口兼雄中将：1919年12月1日 -
5. 小栗孝三郎中将：1920年12月1日 -
6. 鈴木貫太郎中将：1921年12月1日 -
7. 中野直枝中将：1922年7月27日～1922年12月1日（解散）

### 歴代参謀長
1. 高木七太郎 少将：1915年12月13日 - 1916年4月1日
2. 平賀徳太郎 大佐：1916年4月1日 - 1917年3月19日 （心得：1916年4月1日 - 8月1日）
3. 飯田久恒 大佐：1917年3月19日 - 1917年12月1日
4. 斎藤七五郎 少将：1917年12月1日 -
5. 古川鈊三郎 少将：1918年12月1日 -
6. 内田虎三郎 少将：1919年6月10日 -
7. 田口久盛 少将：1920年11月20日 -
8. 小松直幹 少将：1921年12月1日 - 1922年12月1日（解散）

## 四代（1932年2月2日新編～1939年11月15日）
1932年（昭和7年）1月28日に第一次上海事変が勃発したため、日本陸海軍は作戦行動に入った。同年2月2日、第一遣外艦隊、第三戦隊、第一水雷戦隊、第一航空戦隊（空母加賀、空母鳳翔、第2駆逐隊）で四代目の第三艦隊（初代司令長官野村吉三郎中将、旗艦出雲）を編制、出雲と能登呂、上海特別陸戦隊は第三艦隊長官の直率となる。第四戦隊、第二水雷戦隊等も陸軍輸送船団の護衛に従事した。同年5月5日、停戦協定が結ばれて第一次上海事変は解決した。
1933年（昭和8年）5月20日、第三艦隊は第十戦隊、第十一戦隊、第五水雷戦隊で編制されることになった。但し第五水雷戦隊は書類上の存在で、第十戦隊（出雲、天龍、第27駆逐隊）と砲艦の第十一戦隊が、第三艦隊の兵力であった。
1937年（昭和12年）7月7日に日華事変が勃発し、7月28日には伏見宮博恭王軍令部総長から永野修身連合艦隊司令長官にあてて大海令第一号が発出された。第三艦隊司令長官長谷川清海軍中将には大海令第二号で「中国中南部沿岸の日本人保護と権益の擁護」が発令され。この時点での第三艦隊は、第十戦隊（出雲、天龍、龍田）が「本邦・關東州・委任統治南洋群島・満州・支那・東亞露領沿海・揚子江流域及特ニ令セラレタル海面」、第十一戦隊と第五水雷戦隊（夕張、第13駆逐隊、第16駆逐隊）が「揚子江流域及満州・支那・關東州・臺灣・澎湖諸島沿海」に展開した。
軍令部は予備的配置についていた艦船を集めて作戦部隊への増強をはかり、第三艦隊に第九戦隊、第三水雷戦隊、第三航空戦隊を編入した。
第三艦隊の統率能力を上回る大量の増援部隊が加わったため、10月20日附で新たに第四艦隊を新編し、第三艦隊と第四艦隊を併せて統率する支那方面艦隊（ＣＳＦ）を編制した。第三艦隊司令部が支那方面艦隊司令部を兼任した。
1938年（昭和13年）2月1日には第五艦隊が新編されて支那方面艦隊に編入されると、支那方面艦隊は三個艦隊を擁する強力な外戦部隊となり、海軍の作戦に不都合が生じはじめたため、軍令部は支那方面艦隊隷下の3個艦隊を「～遣支艦隊」へ改名し、同時に新編された第四艦隊を独立艦隊に、第三、第五、第六の三個艦隊を有事において新編することにした。この方針に基づき1939年（昭和14年）11月15日附で実施された再編により、第三艦隊は第一遣支艦隊へ改名すると同時に、司令部の兼任も解除された。

### 編制

#### 第一次上海事変
- 直属：出雲・能登呂・上海特別陸戦隊
- 第一遣外艦隊：平戸・天龍・対馬・常磐・安宅・宇治・伏見・隅田・勢多・比良・保津・堅田・鳥羽・熱海・二見・浦風
  - 第24駆逐隊：桃・樫・檜・柳
- 第二遣外艦隊：球磨・八雲
  - 第13駆逐隊：若竹・呉竹・早苗・早蕨
  - 第16駆逐隊：朝顔・夕顔・芙蓉・刈萱
- 第3戦隊：那珂・阿武隈・由良
- 第1水雷戦隊：夕張（事変終息とともに第一艦隊へ復帰）
  - 第22駆逐隊：皐月・水無月・文月・長月
  - 第23駆逐隊：菊月・三日月・望月・夕月
  - 第30駆逐隊：睦月・如月・弥生・卯月
- 第1航空戦隊：加賀、鳳翔（事変終息とともに第一艦隊へ復帰）
  - 第2駆逐隊：峯風、澤風、矢風、沖風

#### 1937年4月1日、日中戦争勃発直前の編制
- 第三艦隊司令長官：長谷川清海軍中将[57]
- 第十戦隊：海防艦出雲、軽巡天龍、軽巡龍田
- 第十一戦隊：砲艦安宅、鳥羽、勢多、堅田、比良、保津、熱海、二見、敷設艦八重山、駆逐艦栗、駆逐艦栂、駆逐艦蓮
- 第五水雷戦隊
  - 軽巡夕張
  - 第13駆逐隊：早苗、呉竹、若竹
  - 第16駆逐隊：刈萱、芙蓉、夕顔、朝顔
- 附属：砲艦嵯峨、第一掃海隊

#### 支那事変勃発後の新規編入部隊
- 第九戦隊（1937年7月28日編入）[44]：重巡洋艦妙高、軽巡洋艦多摩
- 第三水雷戦隊（1937年7月28日編入）
  - 軽巡北上
  - 第23駆逐隊：菊月、三日月、望月、夕月
  - 第1水雷隊：鴻、鵯、隼、鵲
  - 第21水雷隊：千鳥、真鶴、友鶴、初雁
- 第三航空戦隊（1937年8月27日、第十二戦隊を改編し同日附編入）
  - 水上機母艦神威
  - 第28駆逐隊：朝凪、夕凪

### 歴代司令長官
1. 野村吉三郎中将：1932年2月2日 -
2. 左近司政三中将：1932年6月28日 -
3. 米内光政中将：1932年12月1日 -
4. 今村信次郎中将：1933年9月15日 -
5. 百武源吾中将：1934年11月15日 -
6. 及川古志郎中将：1935年12月1日 -
7. 長谷川清中将：1936年12月1日 - 1937年10月20日（支那方面艦隊を新編）[55]
8. 支那方面艦隊司令長官（第三艦隊司令長官長谷川清中将兼務）[58]：1937年10月20日 -
9. 支那方面艦隊司令長官（第三艦隊司令長官及川古志郎中将兼務）：1938年4月25日 - 1939年11月15日（※第一遣支艦隊に改称）[55][注 8]

### 歴代参謀長
1. 嶋田繁太郎少将：1932年2月2日 -
2. 菊野茂少将：1932年6月28日 -
3. 三井清三郎少将：1933年4月1日 -
4. 高須四郎少将：1933年11月15日 -
5. 近藤英次郎少将：1934年11月15日 -
6. 岩村清一少将：1935年12月2日 -
7. 杉山六蔵少将：1936年11月16日 - 1937年10月20日（支那方面艦隊を新編）[55]
8. 支那方面艦隊参謀長（第三艦隊参謀長杉山六蔵少将兼務）：1937年10月20日 -
9. 支那方面艦隊参謀長（第三艦隊参謀長草鹿任一少将兼務）：1938年4月25日 -
10. 支那方面艦隊参謀長（第三艦隊参謀長井上成美少将兼務）：1939年10月23日 - 1939年11月15日（※第一遣支援艦隊へ改称）[55][注 9]

## 五代（1941年4月10日新編～1942年3月10日）
フィリピン攻略部隊として1941年（昭和16年）4月10日に編制された。第三艦隊は6月初旬から第二遣支艦隊の指揮下に入り「海峡部隊」となり、南支沿岸の封鎖に従事した。また南部仏印進駐「ふ号作戦」に関し、第五水雷戦隊や第二根拠地隊が「ふ号作戦部隊」（指揮官新見政一第二遣支艦隊司令長官）に組み込まれた。
8月下旬の陸海軍協定で、フィリピンとマレー半島の同時進攻が決定した。比島作戦ではルソン島攻略を陸軍が、ミンダナオ島を海軍が攻略することになり、海軍が陸軍輸送船団の護衛を担当することになった。10月1日には第三艦隊旗艦となるため重巡洋艦足柄が第二遣支艦隊より引き揚げられ、第十六戦隊に編入されている。
また南部仏印進駐後に新編された南遣艦隊（7月31日新編、司令長官平田昇海軍中将）が10月20日附で連合艦隊に編入され、馬來部隊としてマレー半島を攻略することになったが、第三艦隊司令長官との先任・後任の関係上、小沢治三郎海軍中将が南遣艦隊司令長官に任命されている。第一段作戦においては、南方部隊指揮官近藤信竹第二艦隊司令長官が作戦全般を総指揮し、比島部隊指揮官（比島攻略成功後は蘭印部隊指揮官）高橋伊望第三艦隊司令長官が比島部隊/蘭印部隊としてフィリピン方面作戦と蘭印作戦を、馬來部隊指揮官小沢治三郎南遣艦隊司令長官がマレー作戦を担任・指揮することになった。
第三艦隊を基幹とする比島部隊はパラオ諸島で開戦を待った。ラモン湾の上陸支援、レガスピー攻略作戦に従事した。初期の比島攻略作戦が成功すると、連合艦隊は12月26日附で第二期兵力部署の発動を命じた。この措置により比島部隊の大部分や馬來部隊の一部部隊が蘭印部隊に改編され、蘭印作戦に従事した。第三艦隊司令長官高橋伊望中将は、蘭印部隊指揮官となった。第三艦隊の一部兵力は、これまで同様に比島部隊としてフィリピン攻略作戦に従事した。この比島部隊（軽巡洋艦球磨、敷設艦八重山、二個特別根拠地隊等）から第三南遣艦隊が新編され、比島方面の作戦を担当することになった。
一方、ジャワ攻略陸海軍協定では、日本海軍が占領と陸軍輸送船団の護衛、日本陸軍が占領と駐留を分担することになり、蘭印部隊はボルネオ島、スラウェシ島、モルッカ諸島、ジャワ島など各地の攻略に兵力を捻出した。
蘭印作戦は1942年（昭和17年）1月7日から始まった。蘭印部隊進撃の過程で1月24日にはバリクパパン沖海戦が、2月4日にはジャワ沖海戦、2月20日にはバリ島沖海戦が発生した。
ジャワ島攻略ではスラバヤ沖海戦とバタビア沖海戦が生起してABDA艦隊が壊滅し、南方部隊本隊や南雲機動部隊もジャワ島南方で残敵を掃討した。スラバヤ沖海戦終盤では足柄（第三艦隊旗艦）と麾下艦艇が重巡洋艦エクセターおよび駆逐艦ポープとエンカウンターを協同で撃沈している。3月9日のジャワ島占領をもって第一段第三期作戦が完了、連合艦隊は第一段第四期作戦を発動した。蘭印部隊攻略に特化した編制から駐留に特化した編制へ変更されることになり、1942年（昭和17年）3月10日附で第三艦隊は第二南遣艦隊へ改称した。蘭印部隊に所属していた他部隊兵力は、順次蘭印部隊指揮官の指揮下を離れていった。
同年4月10日、第一南遣艦隊・第二南遣艦隊・第三南遣艦隊を統轄する南西方面艦隊が新編され、第二南遣艦隊司令長官が南西方面艦隊司令長官を兼務した。1943年（昭和18年）4月15日、第二南遣艦隊司令部と南西方面艦隊司令部が分離した。インドネシア各地に陸戦部隊を駐留させたが、大規模な戦闘を経験せぬまま本土との航路が途絶した。フィリピン攻防戦においてルソン島マニラ所在の南西方面艦隊（第三南遣艦隊司令部兼務）がルソン島地上戦に巻き込まれて機能を失うと、日本海軍は1945年（昭和20年）2月5日附で第十方面艦隊（司令長官福留繁海軍中将）を新編した。第二南遣艦隊は第十方面艦隊の隷下となり、兵力部署としては東印部隊となった。こうして第二南遣艦隊は遊兵となって終戦を迎えた。太平洋戦争を経験した三代の「第三艦隊」の中で、終戦まで艦隊としての地位を維持した唯一の部隊である。

### 編制

#### 1941年4月10日、新編時の編制[96]
- 第16戦隊：軽巡洋艦「長良」（艦隊旗艦）[12]、「球磨」
- 第17戦隊：敷設艦「厳島」、「八重山」
- 第5水雷戦隊
  - 軽巡洋艦「名取」
  - 第5駆逐隊：駆逐艦「朝風」、「春風」、「松風」、「旗風」
  - 第22駆逐隊：駆逐艦「皐月」、「水無月」、「文月」、「長月」
- 第12航空戦隊：水上機母艦「能登呂」、特設水上機母艦「神川丸」
- 第1根拠地隊
  - 急設網艦「白鷹」、「初鷹」、「若鷹」
  - 第1掃海隊：「第一号掃海艇」、「第二号掃海艇」、「第三号掃海艇」、「第四号掃海艇」、「第五号掃海艇」、「第六号掃海艇」
  - 第21掃海隊：「第七号掃海艇」、「第八号掃海艇」、「第九号掃海艇」、「第十号掃海艇」、「第十一号掃海艇」、「第十二号掃海艇」
  - 第1駆潜隊：「第一号駆潜艇」、「第二号駆潜艇」、「第三号駆潜艇」
  - 第11駆潜隊：「第七号駆潜艇」、「第八号駆潜艇」、「第九号駆潜艇」
  - 第51駆潜隊：特設駆潜艇2隻、特設捕獲網艇1隻
  - 第52駆潜隊：特設駆潜艇2隻、特設捕獲網艇1隻
  - 第1砲艦隊：特設砲艦兼敷設艦4隻
  - 特設運送艦「いくしま丸」、「妙高丸」、「君島丸」、「白山丸」
  - 第1防備隊
  - 第1通信隊
  - 第1港務部
- 第2根拠地隊
  - 第11掃海隊：「第十三号掃海艇」、「第十四号掃海艇」、「第十五号掃海艇」、「第十六号掃海艇」
  - 第21駆潜隊：「第四号駆潜艇」、「第五号駆潜艇」、「第六号駆潜艇」
  - 第31駆潜隊：「第十号駆潜艇」、「第十一号駆潜艇」、「第十二号駆潜艇」
  - 第2砲艦隊：特設砲艦兼敷設艦5隻
  - 第3砲艦隊：特設砲艦4隻
  - 第3掃海隊：特設掃海艇6隻
  - 第4掃海隊：特設掃海艇6隻
  - 特設敷設艦2隻
  - 特設急設網艦2隻
  - 特設運送艦「筥崎丸」、「乾隆丸」、「射水丸」
  - 第2防備隊
  - 第2通信隊
  - 第2港務部

5月1日には以下の部隊が編入された。
- 第6潜水戦隊：潜水母艦「長鯨」
  - 第9潜水隊：伊号第百二十三潜水艦・伊号第百二十四潜水艦
  - 第13潜水隊：伊号第百二十一潜水艦・伊号第百二十二潜水艦

7月1日、第12航空戦隊から「能登呂」が除かれ、特設水上機母艦「富士川丸」が編入された。

#### 1941年12月10日、太平洋戦争開戦時の編制
- 第16戦隊：足柄[60]・長良・球磨
- 第17戦隊：厳島・八重山・辰宮丸
- 第5水雷戦隊：名取
  - 第5駆逐隊：朝風・春風・松風・旗風
  - 第22駆逐隊：皐月・水無月・文月・長月
- 第6潜水戦隊：長鯨（※潜水部隊として南方部隊指揮下で行動）[98]
  - 第9潜水隊：伊123・伊124
  - 第13潜水隊：伊121、伊122
- 第12航空戦隊：神川丸・山陽丸（※1941年12月2日～1942年4月10日：馬來部隊に増援）[98]
- 第1根拠地隊：白鷹・蒼鷹・掃海艇・駆潜艇・水雷艇・砲艦など
- 第2根拠地隊：若鷹・掃海艇・駆潜艇・水雷艇・砲艦など
- 第32特別根拠地隊
- 附属：山彦丸・特設運送船2隻

#### 1941年12月8日、比島部隊
- 比島部隊指揮官高橋伊望第三艦隊司令長官[68]
- 第16戦隊：第三艦隊司令長官直率

足柄・長良・球磨
- 第5戦隊：司令官高木武雄少将

妙高・那智・羽黒
- 第二水雷戦隊：司令官田中頼三少将[注 12]
  - 軽巡神通
  - 第15駆逐隊：夏潮・親潮・黒潮・早潮
  - 第16駆逐隊：雪風・時津風・天津風・初風
- 第四水雷戦隊：司令官西村祥治少将
  - 軽巡那珂[注 13]
  - 第2駆逐隊：村雨・五月雨・春雨・夕立
  - 第9駆逐隊：朝雲・峯雲・夏雲・山雲
  - 第24駆逐隊：海風・江風・山風・涼風
- 第五水雷戦隊：司令官原顕三郎少将
  - 軽巡名取
  - 第5駆逐隊：朝風・春風・松風・旗風
  - 第22駆逐隊：皐月・水無月・長月・文月
- 第四航空戦隊：司令官角田覚治少将

空母龍驤・駆逐艦汐風
- 第十一航空戦隊：司令官藤田類太郎少将

水上機母艦千歳・瑞穂
- 第17戦隊：司令官小林徹理少将

敷設艦厳島・敷設艦八重山
- 第1根拠地隊：司令官久保九次少将
  - 敷設艦白鷹・蒼鷹
  - 第21掃海隊
  - 第1駆潜隊
  - 第2駆潜隊
  - 第1砲艦隊
  - 第51駆潜隊
  - 第52駆潜隊
  - 第1通信隊
  - 第11防備隊
- 第2根拠地隊：司令官広瀬末人少将
  - 敷設艦若鷹・特設水上機母艦讃岐丸
  - 第21水雷隊：千鳥・初雁・真鶴・友鶴
  - 第11掃海隊
  - 第30掃海隊
  - 第21駆潜隊
  - 第31駆潜隊
  - 第2砲艦隊
  - 第53駆潜隊
  - 第54駆潜隊
  - 第2通信隊
  - 第2防備隊
- 第32特別根拠地隊：司令官入船直三郎少将
- 呉第1特別陸戦隊
- 呉第2特別陸戦隊
- 佐世保鎮守府連合特別陸戦隊
- 佐世保第1特別陸戦隊

### 歴代司令長官
1. 高橋伊望中将：1941年4月10日 - 1942年3月10日（改称後も留任）

### 歴代参謀長
1. 中村俊久少将：1941年4月10日 - 1942年3月10日（改称後も留任）

## 六代（1942年7月14日新編～1944年11月15日解散）
6代目の第三艦隊は、ミッドウェー海戦で主力空母4隻（赤城、加賀、蒼龍、飛龍）を喪失した第一航空艦隊を解隊し、日本軍が当時保有していた空母9隻のうち6隻を基幹戦力として編制した機動部隊である。
連合艦隊、第一航空艦隊司令部で打ち合わせた第一航空艦隊参謀である源田実中佐によって6月12日に提出された空母部隊再建案が基礎になっている。ミッドウェー海戦の戦訓、航空主兵への切り替えが取り入れられた。建制化、警戒兵力増加、航空戦隊再編の三項目が挙げられた。警戒戦力は駆逐艦、巡洋艦の増加で弾幕強化し、航空戦隊再編は航空主兵に切り替えることに焦点を置いた。大型空母2隻に攻撃隊を搭載し小型空母1隻に自衛戦力を搭載する3隻編成とした。戦闘機、爆撃機を増やし攻撃機を減らして目標を空母においた制空権獲得の航空決戦の方針とした。これをもとにさらに検討が加えられ7月14日の戦時編成改訂で第三艦隊として新編された。
壊滅した第一航空艦隊の長官南雲忠一中将と参謀長草鹿龍之介少将は第三艦隊の指揮官としてそのまま機動部隊の指揮を執ることになった。第三艦隊は空母六隻（翔鶴・瑞鶴・瑞鳳と飛鷹・隼鷹・龍驤の2組）と戦艦2隻、巡洋艦4隻、長良を旗艦とする駆逐艦16隻の合計29隻の大艦隊の予定であった。
当初より高速戦艦（金剛型戦艦）を組み入れ、遠征のたびに臨時召集していた航続距離の長い駆逐艦を取り揃え、今までにない総合力を備えた艦隊となっている。以後、新たに改造を終えて就役した空母を加え、一貫して空母機動部隊であり、大艦巨砲主義の終焉により海軍の戦力としては中核をなした。しかし編成・戦術上は、根強い大艦巨砲至上主義により、あくまでも第一艦隊あっての存在とされ続けた。
1944年3月1日には第二艦隊（戦艦を中心とした部隊）と編合して第一機動艦隊が編制された。航空主兵思想に切り替わったという見方もあるが、実体は2つの艦隊を編合したに過ぎないという見方もある。ただ、前衛部隊を軍隊区分によらずに指揮下の部隊から充当できた。
第三艦隊司令部が第一機動艦隊司令部を兼ねた。機動部隊である第三艦隊が統一指揮を行ったのは、南太平洋海戦（1942年10月）後の研究会で草鹿龍之介少将から「機動部隊指揮官が所在部隊を統一指揮する必要がある。第二艦隊司令長官が指揮するのは作戦上具合が悪い」と意見したことで、1943年8月に解決し、建制上は1944年3月になった。
1944年（昭和19年）6月中旬、あ号作戦にともなうマリアナ沖海戦で主力空母3隻（大鳳、翔鶴、飛鷹）や大量の艦上機と搭乗員を失い、サイパン島守備隊も玉砕した（サイパンの戦い）。第二航空戦隊は解隊され、一航戦は雲龍型航空母艦で再編、空母瑞鶴は三航戦に、空母隼鷹は四航戦に、空母龍鳳は一航戦を経て四航戦に編入された。その後練成した航空機も台湾沖航空戦で消耗し、機動部隊の前衛であった第二遊撃部隊（指揮官志摩清英第五艦隊司令長官）も残敵掃討に駆り出されて別行動となった。10月中旬の捷一号作戦にともなうレイテ沖海戦では第三航空戦隊の空母4隻（瑞鶴、瑞鳳、千代田、千歳）を失いながらもアメリカ機動部隊の誘引に成功した。しかし誘引が遅れたことで第一遊撃部隊（指揮官栗田健男第二艦隊司令長官）は米機動部隊の空襲に晒され損害を被り、第一遊撃部隊第三部隊（指揮官西村祥治第二戦隊司令官）との連携も不可能となり、第三部隊は単独で突入し全滅。第一遊撃部隊は第二遊撃部隊（指揮官志摩清英第五艦隊司令長官）と共にレイテ島突入を断念した。
同年11月15日、レイテ沖海戦後の水上兵力整理の方針に基づき、第一機動艦隊及び第三艦隊は解隊された。第三航空戦隊も戦時編制からのぞかれた。第一機動艦隊（第三艦隊）最後の旗艦は空母龍鳳であった。

### 編制

#### 1942年7月14日、新編時の編制
- 第1航空戦隊：翔鶴・瑞鶴・瑞鳳
- 第2航空戦隊：隼鷹・龍驤
- 第11戦隊：比叡・霧島
- 第7戦隊：熊野・鈴谷・最上
- 第8戦隊：利根・筑摩
- 第10戦隊：長良
  - 第4駆逐隊：嵐・萩風・野分・舞風
  - 第10駆逐隊：秋雲・夕雲・巻雲・風雲
  - 第16駆逐隊：初風・雪風・天津風・時津風
  - 第17駆逐隊：浦風・磯風・谷風・浜風
- 第1航空基地隊
- 附属：鳳翔・（赤城）・（飛龍）・夕風（※赤城・飛龍は書類上の在籍（ミッドウェー海戦で戦没））

#### 1943年1月、南太平洋海戦後の編制
- 第1航空戦隊：瑞鶴・翔鶴・瑞鳳
- 第2航空戦隊：隼鷹・飛鷹
- 第3戦隊：金剛・榛名
- 第7戦隊：熊野・鈴谷
- 第8戦隊：利根・筑摩
- 第10戦隊：阿賀野
  - 第4駆逐隊：嵐・萩風・野分・舞風
  - 第10駆逐隊：秋雲・夕雲・風雲
  - 第16駆逐隊：初風・雪風・天津風
  - 第17駆逐隊：浦風・磯風・谷風・浜風
  - 第61駆逐隊：秋月・涼月・初月
- 第50航空戦隊：鳳翔・龍鳳・夕風、第751海軍航空隊・築城海軍航空隊（※機動部隊直卒の練習部隊と1943年1月15日に編制された[123]。新編時の軍隊区分は以下のとおり[124]。ドーリットル空襲のような事例があった場合は、内地防衛部隊として出動予定であった[125]。）
  - 第一部隊：鹿屋海軍航空隊
  - 第二部隊：築城海軍航空隊
  - 第三部隊：鳳翔、夕風
  - 第四部隊：摂津
  - 第五部隊：龍鳳[注 15]
- 附属：大淀

#### 1944年3月1日、第一機動艦隊新編時の編制
- 第1航空戦隊：翔鶴・瑞鶴・瑞鳳
- 第2航空戦隊：隼鷹・飛鷹・龍鳳
- 第3戦隊：金剛・榛名
- 第7戦隊：熊野・鈴谷・利根・筑摩
- 第10戦隊：矢矧
  - 第4駆逐隊：野分・山雲・満潮
  - 第10駆逐隊：秋雲・風雲・朝雲
  - 第16駆逐隊：雪風・天津風
  - 第17駆逐隊：浦風・磯風・谷風・浜風
  - 第61駆逐隊：秋月・涼月・初月・若月
- 附属：千歳・最上・大淀

#### 1944年4月1日、戦時編制制度改定後の編制
- 第1航空戦隊：大鳳・翔鶴・瑞鶴
- 第2航空戦隊：隼鷹・飛鷹・龍鳳・第652海軍航空隊
- 第3航空戦隊：千歳・千代田・瑞鳳・第653海軍航空隊
- 第10戦隊：矢矧
  - 第4駆逐隊：野分・山雲・満潮
  - 第10駆逐隊：秋雲・風雲・朝雲
  - 第17駆逐隊：浦風・磯風・谷風・浜風・雪風
  - 第61駆逐隊：秋月・涼月・初月・若月
- 附属：最上・第601海軍航空隊

#### 1944年8月15日、マリアナ沖海戦後の編制
- 第1航空戦隊：雲龍・天城
- 搭載部隊：第601海軍航空隊
- 第3航空戦隊：千歳・千代田・瑞鳳・瑞鶴
- 搭載部隊：第653海軍航空隊
- 第4航空戦隊：伊勢・日向・隼鷹・龍鳳
- 搭載部隊：第634海軍航空隊
- 第10戦隊：矢矧
  - 第4駆逐隊：野分・山雲・満潮・朝雲
  - 第17駆逐隊：浦風・磯風・浜風・雪風
  - 第41駆逐隊：霜月・冬月
  - 第61駆逐隊：秋月・涼月・初月・若月
- 附属：最上

※附属には大鳳、翔鶴も記録されているが書類上の在籍（マリアナ沖海戦で戦没）

#### 1944年11月15日、最終時の編制
- 第1航空戦隊：雲龍　最上
- 搭載部隊：第601海軍航空隊
- 第3航空戦隊：千歳・千代田・瑞鳳・瑞鶴
- 第653海軍航空隊
- 第634海軍航空隊
- 第4駆逐隊：野分・山雲・満潮・朝雲
- 第17駆逐隊：浦風
- 第41駆逐隊：霜月
- 第61駆逐隊：秋月・初月・若月

※一部は書類上の在籍で既に戦没した艦艇も含まれる。

### 歴代司令長官
1. 南雲忠一中将：1942年7月14日 -
2. 小沢治三郎中将：1942年11月11日 -（第一機動艦隊司令長官）
3. 第一機動艦隊司令長官直卒：1944年3月1日 - 1944年11月15日（※解散まで小沢治三郎中将が続投）

### 歴代参謀長
1. 草鹿龍之介少将：1942年7月14日 -
2. 山田定義少将：1942年11月23日 -
3. 古村啓蔵少将：1943年12月6日 -（第一機動艦隊参謀長）- 1944年10月1日（※第一航空戦隊司令官へ転任）
4. 第一機動艦隊参謀長兼務：1944年3月1日～1944年11月15日（※解散までに古村啓蔵少将・大林末雄少将が歴任）